# Syntèleia
Il termine syntèleia è utilizzato da Diodoro Siculo per indicare una federazione di città sicule unite contro l'invadente politica espansionistica dei greci di Sicilia.
Capo di questa "federazione" era Ducezio che riuscì ad unire le varie città sicule determinando una struttura politico-militare, grazie alla syntèleia infatti nel 461 a.C. riuscì a liberare Catania dal dominio greco, seguiranno altre città come Inessa, Morgantina.
L'importanza politica della syntèleia, determinò poi un diverso atteggiamento greco nei confronti dei siculi, tanto da favorire poi l'esilio "dorato" di Ducezio presso Corinto.